# Combat de la Chène
Chouannerie
Le combat de la Chaine ou (la Chène) fut une embuscade tendue par les Chouans aux Républicains en 1795.

## Prélude
L'échec du traité de La Mabilais avait été mal vécu par les Républicains qui furent pris de vives inquiétudes en voyant le peu d'engouement des Chouans pour leurs propositions de paix. Ainsi, le 27 mai, Cormatin fut arrêté par les Républicains qui le soupçonnaient de ne pas jouer franc-jeu. Il fut toutefois relâché peu de temps après, mais des dérapages continuèrent. À Rennes, deux officiers chouans signataires furent retrouvés assassinés. Les Républicains imputèrent ces meurtres à des Chouans radicaux, les Chouans, à des soldats républicains indisciplinés. À La Prévalaye, des affrontements eurent lieu entre les Bleus et les Chouans encore présents, ces derniers, après cet incident, vidèrent les lieux.
Après de tels troubles, la paix est compromise. Lazare Hoche prend donc la décision de faire arrêter tous les officiers chouans qui avaient refusé de signer le traité. Les frères du Boisguy font ainsi partie des cibles. Le 27 mai, Aimé du Boisguy, ignorant les incidents de Rennes, reçoit une lettre de Hoche lui demandant de le rejoindre à Fougères afin de l'entretenir sur l'organisation d'un corps franc prévu par le traité. Mais Boisguy, une fois arrivé dans la ville, est averti rejoint par un officier républicain qu’il avait rencontré lors des négociations de la Prevalaye. Ce dernier l'avertit qu'il s'agit d'un piège et qu'une colonne de soldats se dirige vers le château du Boisguy dans le but d'arrêter son frère Guy. Boisguy retourne à toute allure vers son château, devance la colonne républicaine, avertit son frère et sa famille, puis convoque ses soldats,.

## L'embuscade
Le combat se déroula le 28 mai selon les mémoires de Pontbriand et le 31 mai selon les rapports républicains.
D'après les mémoires du colonel de Pontbriand, Aimé du Boisguy décide de tendre une embuscade à Hoche pour son retour à Rennes. Le lendemain, à 5 heures du matin, après avoir réuni 400 soldats pendant la nuit, il se poste avec ses hommes, à la Chaine, près de Romagné, attendant l'arrivée du général. Finalement, vers 8 à 9 heures du matin, une petite troupe républicaine arrive dans l'embuscade. Les Chouans attaquent mais il s'avère que Hoche ne se trouve pas à la tête des Républicains. Ces derniers ne soupçonnant rien, et pris complètement par surprise, sont mis en totale déroute. Les 25 hussards qui composent l'avant-garde, périssent tous, un seul parvient à se sauver du côté de Saint-Aubin-du-Cormier, où il meurt de ses blessures. Les Bleus se replient sur Romagné, où une centaine, commandés par un capitaine, résistèrent quelques minutes, mais la plupart sont tués. 21 soldats républicains sont faits prisonniers, dont un lieutenant nommé Marcel. Boisguy propose aux prisonniers de rallier ses troupes, ce que 4 acceptent. Les 17 autres, dont le lieutenant, sont libérés et renvoyés à Hoche afin de lui demander des explications sur sa conduite.
Toutefois, le compte-rendu de l'affaire tenu par les administrateurs du district et envoyé au département diffère concernant les chiffres. La troupe n'aurait été forte que de 2 gendarmes à cheval chargés de porter les dépêches à Rennes, escortés par 2 chasseurs à cheval et trente gardes territoriaux. Ces quatre cavaliers précédant les hommes à pied auraient été les principales victimes du combat. Plus tard, des voyageurs passant sur les lieux signalent cinq cadavres dont deux gendarmes, ils déclarent également avoir rencontré près de Saint-Aubin-du-Cormier un chasseur blessé à la cuisse par une balle et qui n'avait pu s'enfuir que grâce à son cheval. 2 cadavres de chevaux sont aussi signalés et seulement une quinzaine d'hommes sur les 34 ont regagné Fougères.
Le bilan des administrateurs fut le suivant : « Tués, 4; absents, 14; perdus, 8 sacs, 3 paires de souliers, un fusil, deux baïonnettes; cartouches brûlées, 210. »